# Szewczenkowe (rejon śniatyński)
Szewczenkowe (ukr. Шевченкове) – wieś na Ukrainie, w obwodzie iwanofrankiwskim, w rejonie śniatyńskim.
Do 1946 roku miejscowość nosiła nazwę Albinówka.